# Nobody's Boy: Remi
Nobody's Boy: Remi — японський аніме-серіал 1977—1978 років від Tokyo Movie Shinsha and Madhouse. Історія заснована на романі французького письменника Гектора Мало 1878 року Sans Famille. Сюжет розповідає про молодого хлопця, який працює на мандрівну групу гравців в надії заробити гроші та знову побачити свою прийомну сім'ю.